# Khris Middleton
James Khristian Middleton (Charleston, Dél-Karolina, 1991. augusztus 12. –) olimpiai-, és NBA-bajnok amerikai válogatott kosárlabdázó, a Milwaukee Bucks csapatában játszik a National Basketball Associationben (NBA).

## Statisztika

### Egyetem
| Év        | Csapat    | JM | KM | JP/M | MG%  | 3P%  | BD%  | LP/M | GP/M | L/M | B/M | P/M  |
| --------- | --------- | -- | -- | ---- | ---- | ---- | ---- | ---- | ---- | --- | --- | ---- |
| 2009-2010 | Texas A&M | 34 | 22 | 20,9 | .416 | .324 | .750 | 3,7  | 1,1  | 0,9 | 0,3 | 7,2  |
| 2010-2011 | Texas A&M | 33 | 33 | 29,6 | .450 | .361 | .784 | 5,2  | 2,8  | 1,2 | 0,1 | 14,3 |
| 2011-2012 | Texas A&M | 20 | 17 | 28,8 | .415 | .260 | .750 | 5,0  | 2,3  | 1,0 | 0,3 | 13,2 |
| Karrier   | Karrier   | 87 | 72 | 26,0 | .431 | .321 | .768 | 4,6  | 2,0  | 1,0 | 0,2 | 11,3 |

### NBA

#### Alapszakasz
| Év         | Csapat             | JM  | KM  | JP/M | MG%  | 3P%  | BD%   | LP/M | GP/M | L/M | B/M | P/M  |
| ---------- | ------------------ | --- | --- | ---- | ---- | ---- | ----- | ---- | ---- | --- | --- | ---- |
| 2012-2013  | Detroit Pistons    | 27  | 0   | 17,6 | .440 | .311 | .844  | 1,9  | 1,0  | 0,6 | 0,1 | 6,1  |
| 2013-2014  | Milwaukee Bucks    | 82  | 64  | 30,0 | .440 | .414 | .861  | 3,8  | 2,1  | 1,0 | 0,2 | 12,1 |
| 2014–2015  | Milwaukee Bucks    | 79  | 58  | 30,1 | .467 | .407 | .859  | 4,4  | 2,3  | 1,5 | 0,1 | 13,4 |
| 2015–2016  | Milwaukee Bucks    | 79  | 79  | 36,1 | .444 | .396 | .888  | 3,8  | 4,3  | 1,7 | 0,2 | 14,7 |
| 2016-2017  | Milwaukee Bucks    | 29  | 23  | 30,7 | .450 | .433 | .880  | 4,2  | 3,4  | 1,4 | 0,2 | 18,2 |
| 2017-2018  | Milwaukee Bucks    | 82* | 82* | 36,4 | .466 | .359 | .884  | 5,2  | 4,0  | 1,5 | 0,3 | 20,1 |
| 2018-2019  | Milwaukee Bucks    | 77  | 77  | 31,1 | .441 | .378 | .837  | 6,0  | 4,3  | 1,0 | 0,1 | 18,3 |
| 2019-2020  | Milwaukee Bucks    | 62  | 59  | 29,9 | .497 | .415 | .916  | 6,2  | 4,3  | 0,9 | 0,1 | 20,9 |
| 2020-2021† | Milwaukee Bucks    | 68  | 68  | 33,4 | .476 | .414 | .898  | 6,0  | 5,4  | 1,1 | 0,1 | 20,4 |
| 2021-2022  | Milwaukee Bucks    | 66  | 66  | 32,4 | .443 | .373 | .890  | 5,4  | 5,4  | 1,2 | 0,3 | 20,1 |
| 2022-2023  | Milwaukee Bucks    | 33  | 19  | 24,3 | .436 | .315 | .902  | 4,2  | 4,9  | 0,7 | 0,2 | 15,1 |
| 2023–2024  | Milwaukee Bucks    | 55  | 55  | 27,0 | .493 | .381 | .833  | 4,7  | 5,3  | 0,9 | 0,3 | 15,1 |
| 2024–2025  | Milwaukee Bucks    | 23  | 7   | 23,2 | .512 | .407 | .848  | 3,7  | 4,4  | 0,7 | 0,2 | 12,6 |
| 2024–2025  | Washington Wizards | 14  | 14  | 22,1 | .413 | .277 | .868  | 3,7  | 3,4  | 1,3 | 0,2 | 10,7 |
| Karrier    | Karrier            | 776 | 671 | 30,7 | .460 | .387 | .878  | 4,8  | 4,0  | 1,2 | 0,2 | 16,6 |
| All Star   | All Star           | 3   | 0   | 21,8 | .357 | .400 | 1,000 | 3,7  | 2,7  | 0,0 | 0,0 | 10,0 |

#### Rájátszás
| Év      | Csapat          | JM | KM | JP/M | MG%  | 3P%  | BD%   | LP/M | GP/M | L/M | B/M | P/M  |
| ------- | --------------- | -- | -- | ---- | ---- | ---- | ----- | ---- | ---- | --- | --- | ---- |
| 2015    | Milwaukee Bucks | 6  | 6  | 38,7 | .380 | .324 | .933  | 3,7  | 2,0  | 2,3 | 0,5 | 15,8 |
| 2017    | Milwaukee Bucks | 6  | 6  | 38,5 | .397 | .368 | .818  | 4,7  | 5,3  | 2,0 | 0,0 | 14,5 |
| 2018    | Milwaukee Bucks | 7  | 7  | 39,3 | .598 | .610 | .737  | 5,1  | 3,1  | 0,9 | 0,7 | 24,7 |
| 2019    | Milwaukee Bucks | 15 | 15 | 34,4 | .418 | .435 | .835  | 6,3  | 4,4  | 0,6 | 0,0 | 16,9 |
| 2020    | Milwaukee Bucks | 10 | 10 | 35,5 | .394 | .354 | .826  | 6,9  | 6,0  | 1,1 | 0,2 | 20,3 |
| 2021†   | Milwaukee Bucks | 23 | 23 | 40,1 | .438 | .343 | .887  | 7,6  | 5,1  | 1,5 | 0,2 | 23,6 |
| 2022    | Milwaukee Bucks | 2  | 2  | 35,7 | .417 | .429 | 1,000 | 5,0  | 7,0  | 1,5 | 0,0 | 14,5 |
| 2023    | Milwaukee Bucks | 5  | 5  | 34,6 | .465 | .406 | .867  | 6,4  | 6,2  | 0,6 | 0,0 | 23,8 |
| 2024    | Milwaukee Bucks | 6  | 6  | 38,3 | .482 | .355 | .900  | 9,2  | 4,7  | 0,5 | 0,2 | 24,7 |
| Karrier | Karrier         | 80 | 80 | 37,6 | .441 | .390 | .866  | 6,5  | 4,8  | 1,2 | 0,2 | 20,6 |

## Fordítás
Ez a szócikk részben vagy egészben  a   Khris Middleton című angol Wikipédia-szócikk fordításán alapul.  Az eredeti cikk szerkesztőit annak laptörténete sorolja fel. Ez a jelzés csupán a megfogalmazás eredetét és a szerzői jogokat jelzi, nem szolgál a cikkben szereplő információk forrásmegjelöléseként.